# San Miniato
Ne doit pas être confondu avec San Miniato al Monte.
San Miniato est une ville italienne de la province de Pise dans la région de Toscane (Italie). Elle se situe entre les fleuves Arno et Elsa. 

## Géographie
Le noyau historique de la ville s'étend sur trois collines qui bordent l'Arno, à 140 mètres au-dessus du niveau de la mer. San Miniato est un bon emplacement pour le contrôle des routes et des rivières de la région depuis l'Antiquité (découverte de poteries datées de l'âge de bronze) grâce à sa position en hauteur. Le centre-ville a changé au cours du temps pour se retrouver en bas de la colline, où se trouve actuellement le centre industriel moderne. Sur la colline a subsisté la partie ancienne du village, qui a été ainsi préservée. La ville concentre une activité liée au tourisme et à la culture de la vigne et des oliviers.

## Histoire

### Antiquité
On peut dire que les origines de San Miniato remontent à l'époque romaine et étrusque car on a retrouvé en 1998 des fragments de poteries et des outils en pierre dans une villa de Ponte Egola, un hameau de la commune de San Miniato, datant de cette époque. La découverte d'une nécropole (groupement de sépultures qui était séparé des lieux de cultes) étrusque. On y a retrouvé une présence importante d'artéfacts, datant du Ier siècle av. J.-C. Non loin de San Miniato, à Montecalenne, a été retrouvée la tête d'un empereur avec des traces de mosaïques.
Vers la fin de l'Empire romain, la commune de San Miniato, à cette époque appelée Castello, est abandonnée. Les anciens habitants de San Miniato s'installent dans la ville de San Genesio, une petite commune située dans le nord de l'Italie, dans la région de Trentin-Haut-Adige.

### Moyen Âge
Les Lombards établissent au VIIIe siècle une église dédiée au saint martyr Miniatus. Au Moyen Âge, le village est mentionné comme San Miniato al Tedesco (San Miniato de l'Allemand). L'empereur Othon Ier de Germanie fait construire en 962 un château pour abriter ses aumôniers impériaux. Des empereurs germaniques y séjournent. 
Quelques centaines d'années plus tard, au XIIe siècle, la célèbre tour de Mathilde est construite, tour qui sera plus tard utilisée comme clocher de la cathédrale. 
En 1313, San Miniato perd plusieurs territoires conquis par Pise. En 1317, San Miniato se charge de récupérer ses territoires, à la suite d'un traité de paix conclu avec les autres communautés de la Toscane. Cependant, en 1347, San Miniato est placé sous la domination directe de Florence, domination qui, vingt ans plus tard, n'est plus acceptée par San Miniato. Après quelques années de conflit, en 1370 - précisément le 31 décembre - San Miniato signe la paix avec Florence et adopte ainsi le calendrier florentin, afin de remplacer le pisan (calendrier de Pise). À la suite de cette réconciliation, la ville décide de changer de nom et de s'appeler San Miniato de Fiorentino, pour ensuite se nommer simplement San Miniato.

### XIXesiècle
Dans les premières années du XIXe siècle, San Miniato perd son importance parce que la route entre Florence et Pise est devenue secondaire, à cause d'une épidémie de fièvre typhoïde qui frappe toute la Toscane.
En 1843, San Miniato rend hommage à Léopold II de Toscane, né le 3 octobre 1797 à Florence et mort le 28 janvier 1870 à Rome, avant-dernier Grand Duc de Toscane et dernier duc souverain, par une statue de marbre qui se trouve sur la place Bonaparte. En 1847, la construction de la gare de San Miniato-Fucecchio, favorise le développement de la ville dans la plaine. En 1848, San Miniato a démontré sa fidélité au Grand-Duché de Toscane, qui est un État indépendant de 1569 à 1859, sous la dynastie des Médicis et des Habsbourg-Lorraine, au cours de la première guerre d'indépendance italienne.
Napoléon Bonaparte visite deux fois San Miniato. La première fois, pour obtenir le certificat de noblesse de sa famille parce qu'il a un aïeul paternel. En effet, il a de lointaines origines à San Miniato. Le certificat lui a été nécessaire pour pouvoir accéder à l'académie militaire française. La deuxième fois qu'il y est allé, c'est au cours de la campagne d'Italie pour rencontrer le dernier de la famille, le chanoine Buonaparte. En 1860, San Miniato donne sa contribution à la guerre d'Indépendance, elle est devenue une partie du royaume de Sardaigne.

### Seconde Guerre mondiale
Au XXe siècle, pour la ville, la Seconde Guerre mondiale représente l'une des pages les plus obscures et dramatiques. Les bombardements sur le chemin de fer de Florence-Pise ont fait beaucoup de dégâts et de morts à San Miniato. L'occupation allemande après le 8 septembre 1943 a été marquée par un événement célèbre et triste, le massacre du Dôme de San Miniato. La ville est bombardée dans la matinée par l'artillerie américaine. La rosace de la cathédrale a explosé à l'intérieur de l'allée de droite. 55 personnes ont été tuées, une centaine blessée, principalement des femmes, des enfants et des personnes âgées. Dans les années qui suivent, un doute plane sur l’origine de l’obus. Modèle:Rèfèrence nècessaire et non pas allemand comme on le pensait alors. Une plaque dans la nef droite de la cathédrale est placée en mémoire de ce massacre. Les frères Paolo et Vittorio Taviani, tous deux nés à San Miniato, s’inspirent de cet événement pour la réalisation en 1954 d'un film documentaire, San Miniato en juillet 44, et en 1982 pour leur film le plus célèbre, La Nuit de San Lorenzo, tourné en partie dans la ville et la campagne alentour. Les nazis en retraite sont également responsables de la destruction le 23 juillet 1944 de la tour Rocca, tour en briques rouges, dernier vestige du château, construit au XIIIe siècle par Frédéric II de Hohenstaufen.

## Monuments

### Architecture religieuse
C'est l'édifice le plus important de la ville, le principal lieu de culte catholique, construit au XIIIe siècle. Il a été édifié sur une ancienne construction datant de 700 ans apr. J.-C. En 1195 elle est citée dans un des discours du pape Célestin III, où il rappelle la dépendance à la paroisse San Genesio. En 1248 le bourg de San Miniato est détruit. Après cela, Santa Maria acquiert ses fonts baptismaux et le titre de San Genesio. L'édifice a aussi été restructuré, la façade décorée de céramiques. 

#### Églises
- Chiesa dei Santi Stefano et Michele
- Chiesa della Santissima Annunziata
- Chiesa di Santa Caterina
- Chiesa della Pietro à Balconevisi
- Chiesa dei Santi Jacopo et Lucia
- Chiesa della Santissima Trinità
- Chiesa del Santissimo Crocifisso
- Chiesa di San Francesco

Dans les villages et hameaux
- Paroisse San Giovanni Battista, à Cigoli
- Paroisse San Giovanni Battista, à Corazzano
- Chiesa di San Donato, à Isola
- Chiesa di San Pietro alle Fonti, à La Scala
- Chiesa dei Santi Regolo et Lucia, à La Serra
- Chiesa di San Germano, à Moriolo
- Chiesa di Sacro Cuore, à Ponte a Egola
- Chiesa dei Santi Filippo e Giacomo, à Ponte a Elsa
- Chiesa di San Michele Arcangelo, à Roffia
- Chiesa di San Quintino, à San Donato
- Chiesa dei Santi Martino e Stefano, à San Miniato Basso
- Chiesa di San Bartolomeo Apostolo, à Stibbio
- Chiesa di Santa Lucia, à Calenzano
- Chiesa dei Santi Ippolito e Cassiano, à Marzana
- Chiesa di San Michele Arcangelo, à Montorzo
- Chiesa di San Lorenzo Martire, à Nocicchio
- Chiesa del Santissimo Crocifisso
- Chiesa di San Domenico (Chiesa dei Santi Jacopo e Lucia)
- Chiesa di San Paolo (Monastero delle Clarisse)
- Chiesa di San Regolo, à Bucciano
- Chiesa di Nostra Signora di Fatima e Santa Eurosia, à Corazzano
- Chiesa di Santa Lucia, à Cusignano
- Chiesa del Santissimo Salvatore, à La Scala
- Chiesa di San Giorgio Martire, à Canneto
- Chiesa di Santa Lucia, à Montebicchieri
- Chiesa di Nostre Signore Gesù Cristo, à San Miniato Basso

#### Chapelles
- Chapelle San Genesio

- Chapelle Madonna di Loreto (il Loretino)
- Chapelle l'Assunta e di San Giovanni Battista (cappella del palazzo Vescovile)

- Oratoire Santi Sebastiano e Rocco
- Oratoire Santa Maria al Fortino
- Oratoire Sant'Jacopo in Sant'Albino, à Molino d'Egola
- Oratoire San Matteo, à Moriolo
- Oratoire San Lazzaro, à Ponte a Elsa

#### Abbayes, couvents, sanctuaires
- Abbaye Santa Gonda, à Catena
- Sanctuaire Madre dei Bambini, à Cigoli[4]
- Couvent Santa Chiara

### Architecture civile

#### Bâtiments communaux
- Palais Buonaparte
- Palais Formichini
- Palais Grifoni
- Palais Roffia
- Palais del Seminario
- Palais Vescovile
- Palais dei Vicari imperiali

#### Théâtres
- Auditorium de San Martino
- Théâtre de Quaranthana

### Architecture militaire
- Rocca di Federico II

### Site archéologique
- San Genesio

## Culture
L'office du tourisme se trouve sur la piazza del Popolo.
La petite cité possède un important patrimoine artistique sous l'appellation de "Sistema Museale San Miniato" qui regroupe des petits musées tels que Rocca, Museo Archeologico, Oratorio del Loretino, Museo Diocesano. Les musées de San Miniato forment un ensemble de 8 lieux culturels, que l’on peut visiter grâce à des billets cumulés.
Une tour de briques rouges, appelée Rocca Federiciana, est le dernier vestige d'un château élevé par l'empereur Frédéric II.

## Économie
Après la Seconde guerre mondiale, la reconstruction de la ville a été lente et laborieuse. En 1958, un grand nombre d'industries de cuir sont créées, jusque dans les villages de Ponte a Elsa et San Miniato Basso. Même si ces villages sont agricoles, ils se sont développés avec de petites entreprises et des fabrications artisanales. San Miniato Basso s’est développée grâce à la présence de la gare de San Miniato, sur la ligne Florence-Pise-Livourne.
Aujourd'hui,San Miniato est l'un des centres les plus importants de la partie basse du Valdarno, son économie provient essentiellement du tourisme, de l'industrie du cuir et de l'industrie du bronze (Cassadi Risparmio di San Miniato). La ville est en constante expansion démographique grâce au développement des villages placés sur la route de Tosco Romagnola et grâce aux flux migratoires en provenance de pays extérieurs à l'Union Européenne. Grâce aux zones plates de San Miniato, de nouveaux logements et de nouvelles entreprises commerciales et manufacturières sont construits.
La truffe blanche a été fêtée la première fois à San Miniato le 26 octobre 1969, place du Dôme. Au fur et à mesure des années, le festival s'est de plus en plus agrandi, pour devenir aujourd'hui une exposition de niveau international. Cette fête s'appelle la Mostra Mercato Nazionale del Tartufo Bianco. San Miniato détient le record de la plus grosse truffe blanche jamais ramassée, elle pesait 2,520 kg. La production de truffe blanche de San Miniato est estimée à environ 100 quintaux, un cinquième de la production nationale.

## Société
Population depuis le 1er janvier 2014
| Hommes | Femmes | Total  |
| ------ | ------ | ------ |
| 13 704 | 14 368 | 28 072 |

| Statut civil                  | Célibataire | Marié(e) | Divorcé(e) | Veuf(ve) | Total  |
| ----------------------------- | ----------- | -------- | ---------- | -------- | ------ |
| Nb d'habitants de San Miniato | 11 057      | 14 283   | 539        | 2 193    | 28 072 |

## Administration
| Période                                  | Période   | Identité           | Étiquette           | Qualité |
| ---------------------------------------- | --------- | ------------------ | ------------------- | ------- |
| 14 juin 2004                             | juin 2009 | Angelo Frosini     | Partito Democratico |         |
| 8 juin 2009                              | En cours  | Vittorio Gabbanini | Partito Democratico |         |
| Les données manquantes sont à compléter. |           |                    |                     |         |

### Hameaux
Balconevisi, Borghigiana, Bucciano, Canneto, Casastrada, Catena, Cigoli, Corazzano, Cusignano, Genovini, Isola, Molino d'Egola, Palagio, Ponte a Egola, Ponte a Elsa, Roffia, San Donato, San Miniato Basso, San Miniato Stazione, San Quintino, San Romano, Scala, La Serra, Stibbio, Volpaio

### Communes limitrophes
Castelfiorentino, Castelfranco di Sotto, Cerreto Guidi, Empoli, Fucecchio, Montaione, Montopoli in Val d'Arno, Palaia, Santa Croce sull'Arno

## Jumelages
- Villeneuve-lès-Avignon (France)
- Bethléem (Palestine)
- Silly (Belgique)
- Ouagadougou (Burkina Faso)

## Galerie de photos

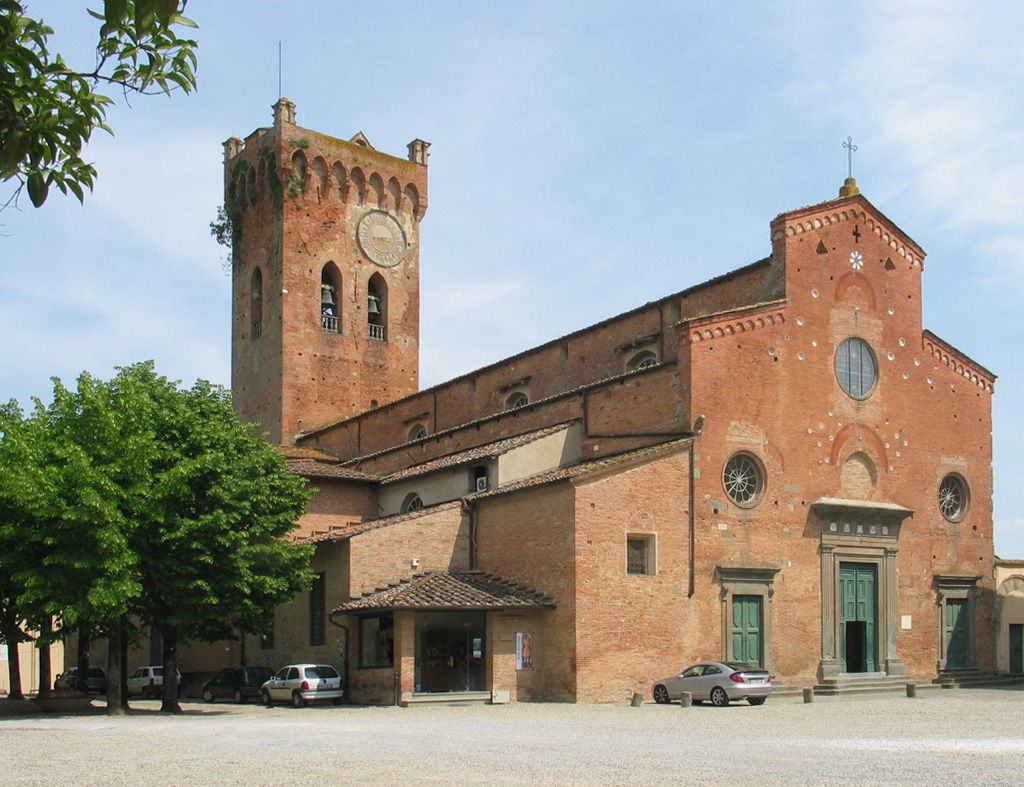
La cathédrale.
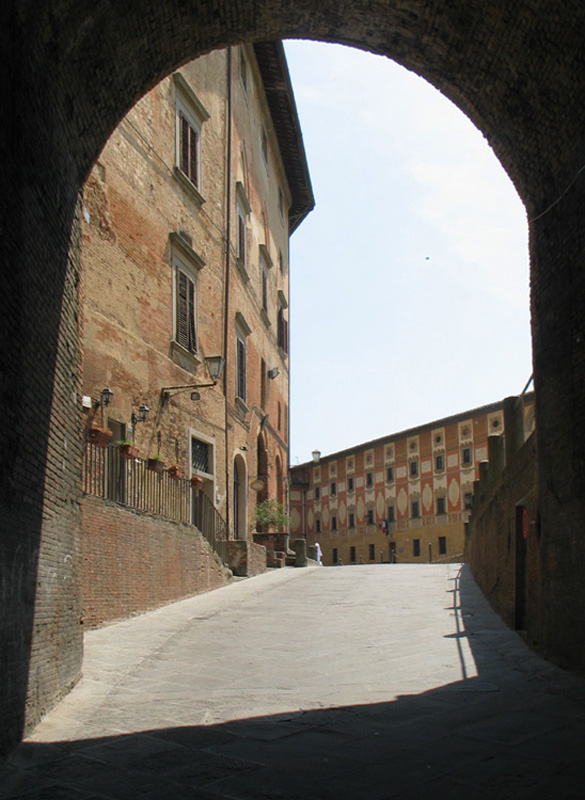
Porta Toppariorum.
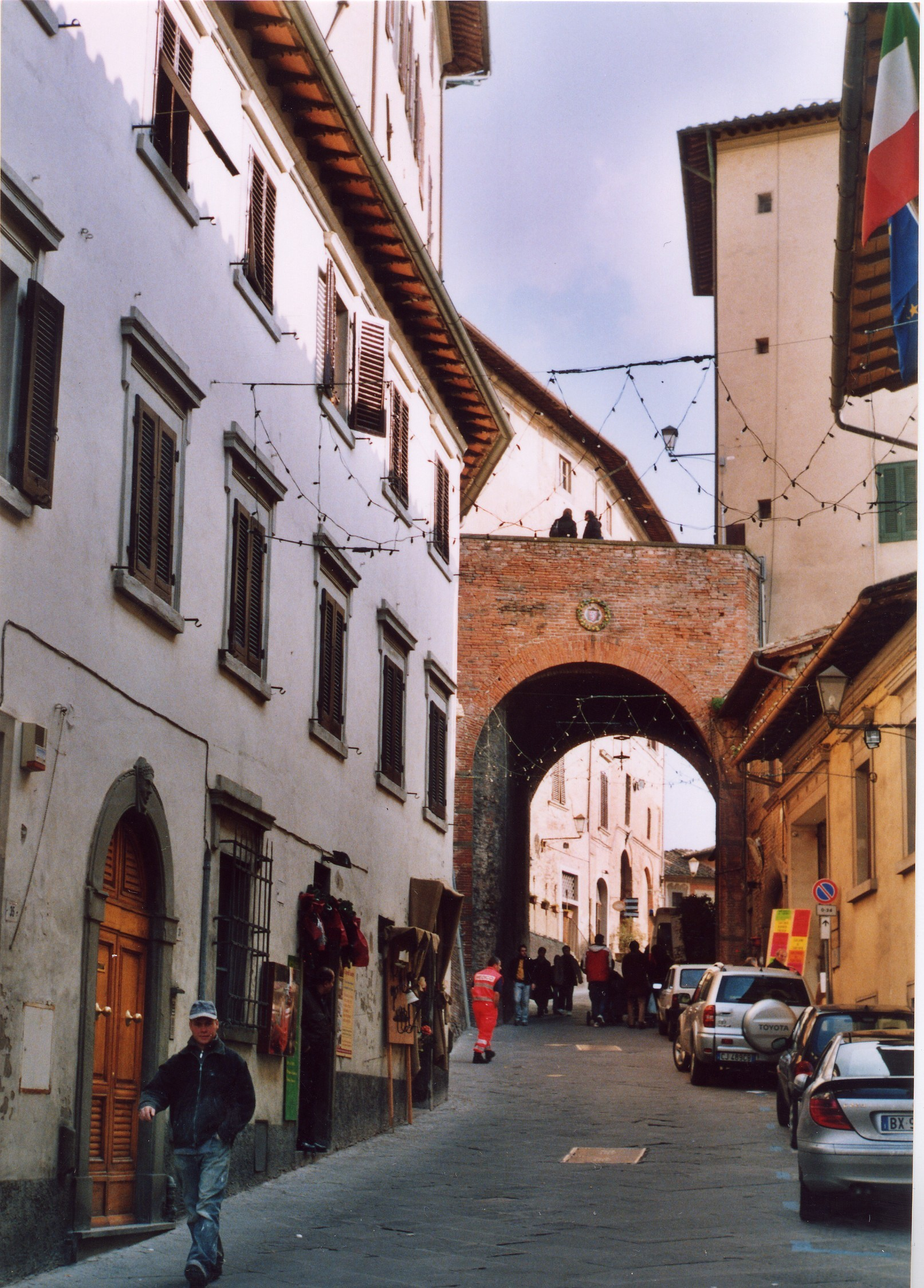
Le centre.
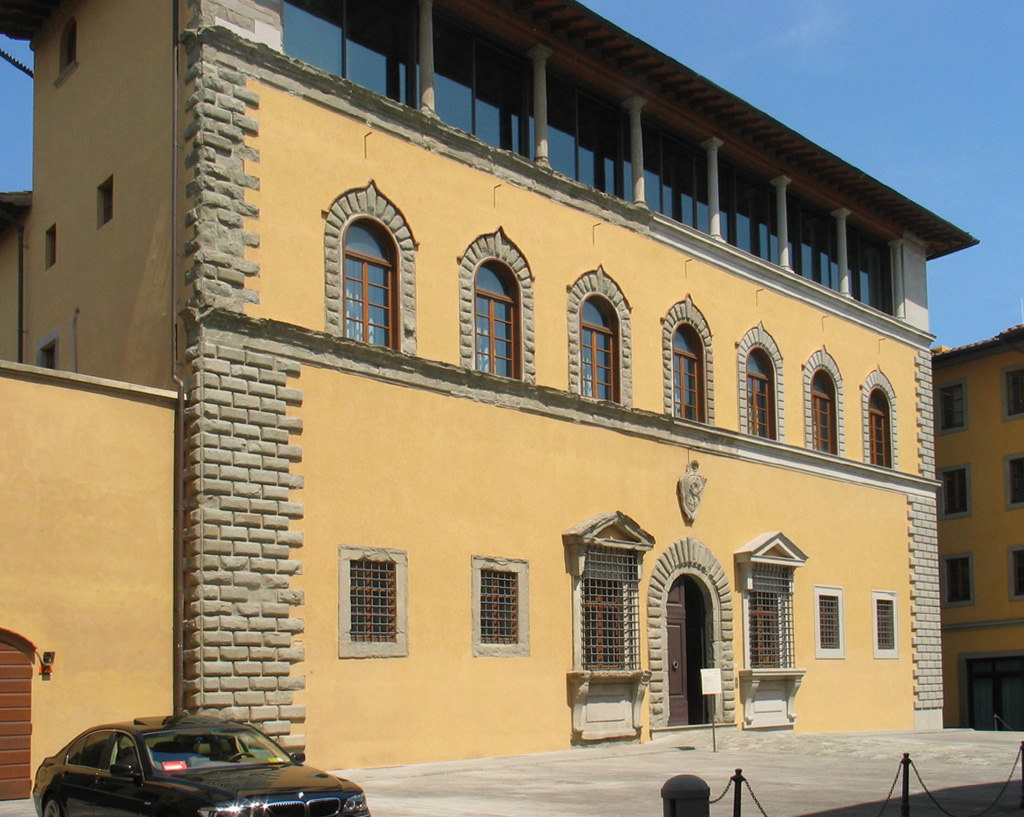
Le Palazzo Grifoni.